# مشهدالکوبه
مشهدالکوبه (اراک)، روستایی از توابع بخش ساروق شهرستان اراک در استان مرکزی ایران است.

## جمعیت
این روستا در دهستان مشهد الکوبه قرار دارد و براساس سرشماری مرکز آمار ایران در سال ۱۳۸۵، جمعیت آن ۱٬۶۵۸ نفر (۴۳۵ خانوار) بوده‌است.